# Église Saints-Cyr-et-Jean sur la Solianka
L'église Saints-Cyr-et-Jean sur la Solianka (russe : Церковь Кира и Иоанна на Солянке), appelée aussi église des Saints-Cyr-et-Jean de Koulichki, est une église orthodoxe, aujourd'hui disparue, de la ville blanche de Moscou, située au 6 de la rue Solianka.

## Historique
Une église dédiée à la Sainte Trinité se trouvant à cet emplacement est mentionnée depuis le XVIe siècle. Elle fut détruite par un incendie en 1754 et en 1764 l'architecte Karl Blank érigea à sa place cette église dédiée à Saint Cyr et à Saint Jean (en l'honneur du jour du couronnement de Catherine II). La consécration de l'église, en janvier 1768, eut lieu en présence de l'impératrice.
En 1873, elle devint le métochion de l'église orthodoxe serbe (c'est l'église Saints-Pierre-et-Paul qui tient ce rôle actuellement).
En 1933, l'église fut rasée et à sa place fut construit un petit bâtiment accueillant de nos jours un magasin d'alimentation.